# Nomuka
Nomuka és una illa del grup Ha'apai, al regne de Tonga. Està situada a 105 km al nord de Tongatapu. Les seves coordenades són: 20° 15′ S, 174° 48′ O / 20.250°S,174.800°O.

## Geografia
L'illa té una forma triangular amb una superfície total de 7,12 km². Consisteix en una plataforma elevada de corall, amb una altitud màxima de 51 m. L'illa conté a l'interior una llacuna salada tancada d'1,5 m de profunditat. Només a 30 km a l'est es troba el volcà actiu de Fonuafo'ou.
La població total era de 550 habitants al cens del 1996.

### Illes del grup Nomuka
Al voltant de Nomuka es troben moltes illes petites, quasi totes deshabitades:
- Nomuka Iki (Petita Nomuka), és a 1,5 km al sud de Nomuka, separada per un canal navegable de 500 m d'ample. Té una altitud màxima de 45 m.
- Mango (20° 20′ S, 174° 43′ O / 20.333°S,174.717°O), és a 8 km al sud-est de Nomuka. Té una altitud màxima de 43 m. A la costa nord hi ha una vila amb una església i 81 habitants.
- Mango Iki (Petita Mango), és a 1 km a l'oest de Mango.
- Nukufaiau (20° 18′ S, 174° 42′ O / 20.300°S,174.700°O), és a 3 km al nord de Mango.
- Luafitu (20° 20′ S, 174° 38′ O / 20.333°S,174.633°O), és un escull situat a 7 km a l'est de Mango.
- Nukutula (20° 15′ S, 174° 41′ O / 20.250°S,174.683°O) és un banc de sorra de 5,5 m d'altitud, situat a 4 km al nord de Nukufaiau.
- Fonoifua, és a 6 km a l'est de Nukutula. Té 104 habitants.
- Tano'a, és un illot a 1 km al sud de Fonoifua,
- El grup Otu Tolu està format per quatre illes sobre els mateixos esculls, situades a 24 km a l'est de Nomuka. Són illes baixes i boscoses.
  - Fetokopunga (20° 18′ S, 174° 32′ O / 20.300°S,174.533°O), és la més septentrional del grup, situada a 8 km a l'est de Fonoifua, de 17 m d'altitud.
  - Telekivavau (Teleki del Nord) (20° 19′ S, 174° 31′ O / 20.317°S,174.517°O), a 1 km més al sud, té 22 m d'altitud.
  - Telekiha'apai o Lalona (Teleki del Mig) (20° 21′ S, 174° 31′ O / 20.350°S,174.517°O), a 2 km més al sud, té 20 m d'altitud.
  - Telekitonga (Teleki del Sud) (20° 24′ S, 174° 32′ O / 20.400°S,174.533°O), a 4 km més al sud, té 16 m d'altitud.

## Història
Nomuka va ser la primera illa descoberta del grup Ha'apai. L'holandès Abel Tasman, el 1664, li va posar el nom de la ciutat holandesa de Rotterdam. El següent en arribar-hi va ser l'anglès James Cook, el 1774, interessat a comprovar les descobertes de l'holandès.
Nomuka va ser històricament important pels vaixells de pas per l'abastiment d'aigua fresca. Es va conèixer amb diferents transcripcions del nom indígena: Anamooka, Anamocka i Namuka, a més de Rotterdam.
| Portal:Polinèsia | Illes de Tonga                                                                                  | Illes de Tonga                                                                                  | Bandera de Tonga                                                                                |
| Grup Niuas:      | Niuafoʻou \| Niuatoputapu \| Tafahi                                                             | Niuafoʻou \| Niuatoputapu \| Tafahi                                                             | Niuafoʻou \| Niuatoputapu \| Tafahi                                                             |
| Grup Vavaʻu:     | Hunga \| Kapa \| Pangaimotu \| ʻUtungake \| Vavaʻu Volcans: Fonualei \| Late \| Lateiki \| Toku | Hunga \| Kapa \| Pangaimotu \| ʻUtungake \| Vavaʻu Volcans: Fonualei \| Late \| Lateiki \| Toku | Hunga \| Kapa \| Pangaimotu \| ʻUtungake \| Vavaʻu Volcans: Fonualei \| Late \| Lateiki \| Toku |
| Grup Haʻapai:    | Lifuka \| Kotu \| Nomuka Volcans: Fonuafoʻou \| Kao \| Tofua                                    | Lifuka \| Kotu \| Nomuka Volcans: Fonuafoʻou \| Kao \| Tofua                                    | Lifuka \| Kotu \| Nomuka Volcans: Fonuafoʻou \| Kao \| Tofua                                    |
| Grup Tongatapu:  | ʻAta \| ʻEua \| Minerva \| Tongatapu                                                            | ʻAta \| ʻEua \| Minerva \| Tongatapu                                                            | ʻAta \| ʻEua \| Minerva \| Tongatapu                                                            |